# D.C. Fontana
D.C. Fontana, właśc. Dorothy Catherine Fontana (ur. 25 marca 1939 w Sussex, zm. 2 grudnia 2019 w Los Angeles) – amerykańska scenarzystka telewizyjna, jedna z najbliższych współpracownic Gene’a Roddenberry’ego przy tworzeniu uniwersum fabularnego Star Trek. Pracowała przy serialach Star Trek: Seria oryginalna, Star Trek: Seria animowana, Star Trek: Następne pokolenie oraz Star Trek: Stacja kosmiczna.

## Życiorys

### Początki kariery
Pochodzi ze stanu New Jersey, gdzie zdobyła wykształcenie przygotowujące do pracy w sekretariacie. Już jako jedenastolatka podjęła pierwsze próby literackie i przez całą młodość jej marzeniem było, aby móc kiedyś żyć z pisania. Początkowo pracowała jednak w wyuczonym zawodzie sekretarki, najpierw w Nowym Jorku, a później w Hollywood. Gdy miała 21 lat zapytała swojego ówczesnego szefa, renomowanego scenarzystę westernów Samuela Peeplesa, czy może spróbować napisać scenariusz jednego odcinka do serialu The Tall Man, przy którym Peeples wówczas pracował. Peeples odrzekł, że jeśli Fontana stworzy historię na odpowiednim poziomie, zostanie potraktowana tak samo jako zawodowi scenarzyści. Tak doszło do jej debiutu telewizyjnego. Nadal jednak nie była w stanie utrzymywać się z pisania i dalej pracowała jako sekretarka.

### Star Trek
W połowie lat 60. prowadziła sekretariat Gene’a Roddenbery’ego, początkowo w czasie produkcji stworzonego przez niego serialu The Lieutenant, a następnie w okresie prac nad nowym serialem science-fiction Star Trek (dziś znanym jako Star Trek: Seria oryginalna). Gdy po realizacji dwóch pilotów telewizja NBC zamówiła wreszcie pierwszy pełny sezon Star Treka, Roddenberry, wiedząc o próbach scenopisarskich Fontany, zaproponował jej miejsce wśród scenarzystów nowego serialu. W połowie pierwszego sezonu została awansowana na redaktorkę scenariusza (story editor), poprawiającą teksty innych autorów. Wśród odcinków, które Fontana napisała sama, znalazł się m.in. Babel, w którym po raz pierwszy pojawili się rodzice Spocka oraz ukazany został problem trudnych relacji wewnątrz jego rodziny, założonej przez przedstawicieli dwóch różnych planet i cywilizacji. Pierwszy odtwórca roli Spocka, Leonard Nimoy, uznał ją w swoich wspomnieniach za osobę szczególnie zasłużoną dla ubogacenia postaci Spocka i rozwinięcia w ramach uniwersum całej wolkańskiej kultury. Fontana zrezygnowała z etatowej pracy przy Star Treku po zakończeniu drugiego sezonu, ale jednocześnie zobowiązała się nadal pisywać scenariusze wybranych odcinków jako freelancerka. Łącznie była autorką lub współautorką dziesięciu odcinków Serii oryginalnej.
Gdy w 1973 rozpoczęła się produkcja Serii animowanej, Fontana zgodziła się objąć stanowisko współproducentki oraz redaktorki scenariusza. Sama napisała jeden odcinek, Dawne lata, w którym powróciła do wątku rodziny Spocka, ukazując kluczowy epizod z jego dzieciństwa na Wolkanie. Kilkanaście lat później znalazła się w zespole przygotowującym premierę Następnego pokolenia. Wspólnie z Roddenberrym napisała dwugodzinny odcinek pilotowy tego serialu, Encounter at Farpoint, a później była współautorką jeszcze czterech innych odcinków. Była także współscenarzystką jednego odcinka Stacji kosmicznej.

### Inne seriale
Fontana regularnie pisywała także scenariusze odcinków wielu innych seriali. Znalazły się wśród nich m.in. Ulice San Francisco, Kung Fu, The Waltons, Dallas, Babilon 5, Kapitan Simian i kosmiczne małpy, ReBoot, Ziemia: Ostatnie starcie, Srebrny Surfer czy Kosmiczne wojny.